# Janina Kubicka
Janina Kubicka (ur. 9 września 1924 w Rączynie) – polska rolniczka, poseł na Sejm PRL V kadencji.

## Życiorys
Uzyskała wykształcenie podstawowe, z zawodu rolniczka. Pracowała jako gospodyni domowa. W 1969 uzyskała mandat posła na Sejm PRL w okręgu Jarosław z ramienia Zjednoczonego Stronnictwa Ludowego. Zasiadała w Komisji Leśnictwa i Przemysłu Drzewnego.